# Bataille de la rivière Misa
Pour les articles homonymes, voir Misa.

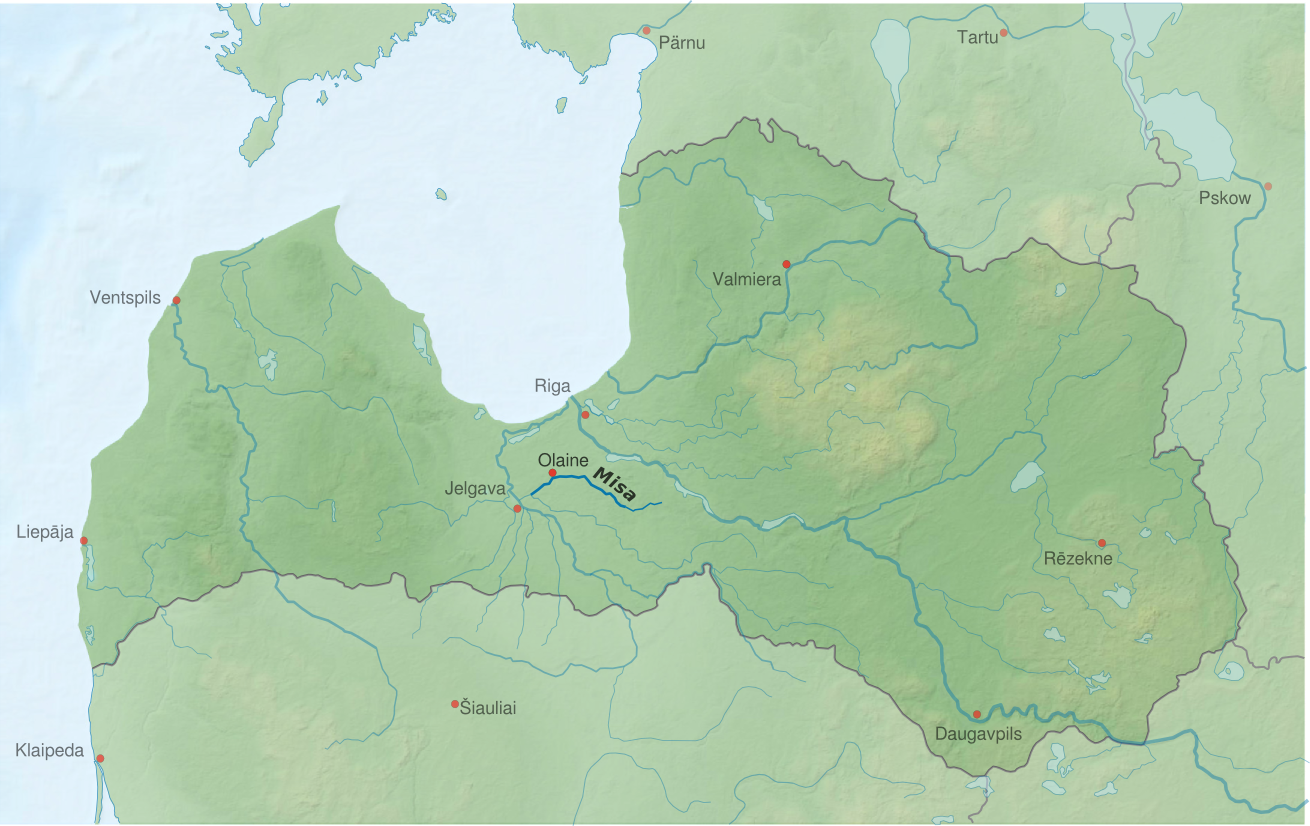
La Misa.

La  bataille de la rivière Misa est un combat de la Première Guerre mondiale qui eut lieu en Courlande durant l'été 1916.
Elle oppose les troupes de l'Empire Russe aux troupes de la 8e armée de terre de l'Empire Allemand commandée par Fritz von Below. Les Allemands sont aidés du 27e bataillon de jägers, une troupe d'auxiliaires volontaires finlandais. Ces volontaires continuerons les combats à la Aa courlandaise et celle du golfe de Riga. Le terrain, très humide, plat et marécageux rendait la vie et les combats spécifiques.